# União das Freguesias de São João das Lampas e Terrugem
União das Freguesias de São João das Lampas e Terrugem, kurz São João das Lampas e Terrugem ist eine Gemeinde (Freguesia) im portugiesischen Kreis (Concelho) von Sintra.
Die Gemeinde hat 16.505 Einwohner auf einer Fläche von 83,60 km² (Zahlen nach Stand 30. Juni 2011).
Sie entstand im Zuge der Gebietsreform vom 29. September 2013 durch Zusammenlegung der Gemeinden São João das Lampas und Terrugem. São João das Lampas ist Sitz dieser neu gebildeten Gemeinde.